# Xenodon histricus
Xenodon histricus är en ormart som beskrevs av Jan 1863. Xenodon histricus ingår i släktet Lystrophis och familjen snokar. Inga underarter finns listade i Catalogue of Life.
Denna orm förekommer i sydöstra Brasilien, östra Paraguay, Uruguay och nordöstra Argentina. En avskild population hittades i centrala Argentina. Individerna lever i savannerna Cerradon och Gran Chaco samt i gräslandskapet Pampas. Xenodon histricus hittas inte i skogar. Den gräver i det översta jordlagret. Honor lägger ägg.
Regionalt hotas beståndet av landskapets omvandling till jordbruks- och betesmarker. Arten påminner med sitt utseende om giftiga korallormar och kanske dödas därför några exemplar av misstag. Xenodon histricus är allmänt sällsynt men utbredningsområdet är stort. IUCN kategoriserar arten globalt som livskraftig.